# Mount McMaster
Mount McMaster ist ein 2830 m (laut Composite Gazetteer of Antarctica 861,5 m) hoher Berg in Form eines Felsvorsprungs im ostantarktischen Enderbyland. Er ragt rund 74 km nordöstlich des Mount Pardoe auf.
Das Antarctic Names Committee of Australia benannte ihn nach A. McMaster, Geodät einer Mannschaft, die im Rahmen der Australian National Antarctic Research Expeditions im Jahr 1976 das Enderbyland erkundet und dabei auf dem Gipfel dieses Bergs eine Vermessungsstation errichtet hatte.